# Sühnekreuz (Betzigau)

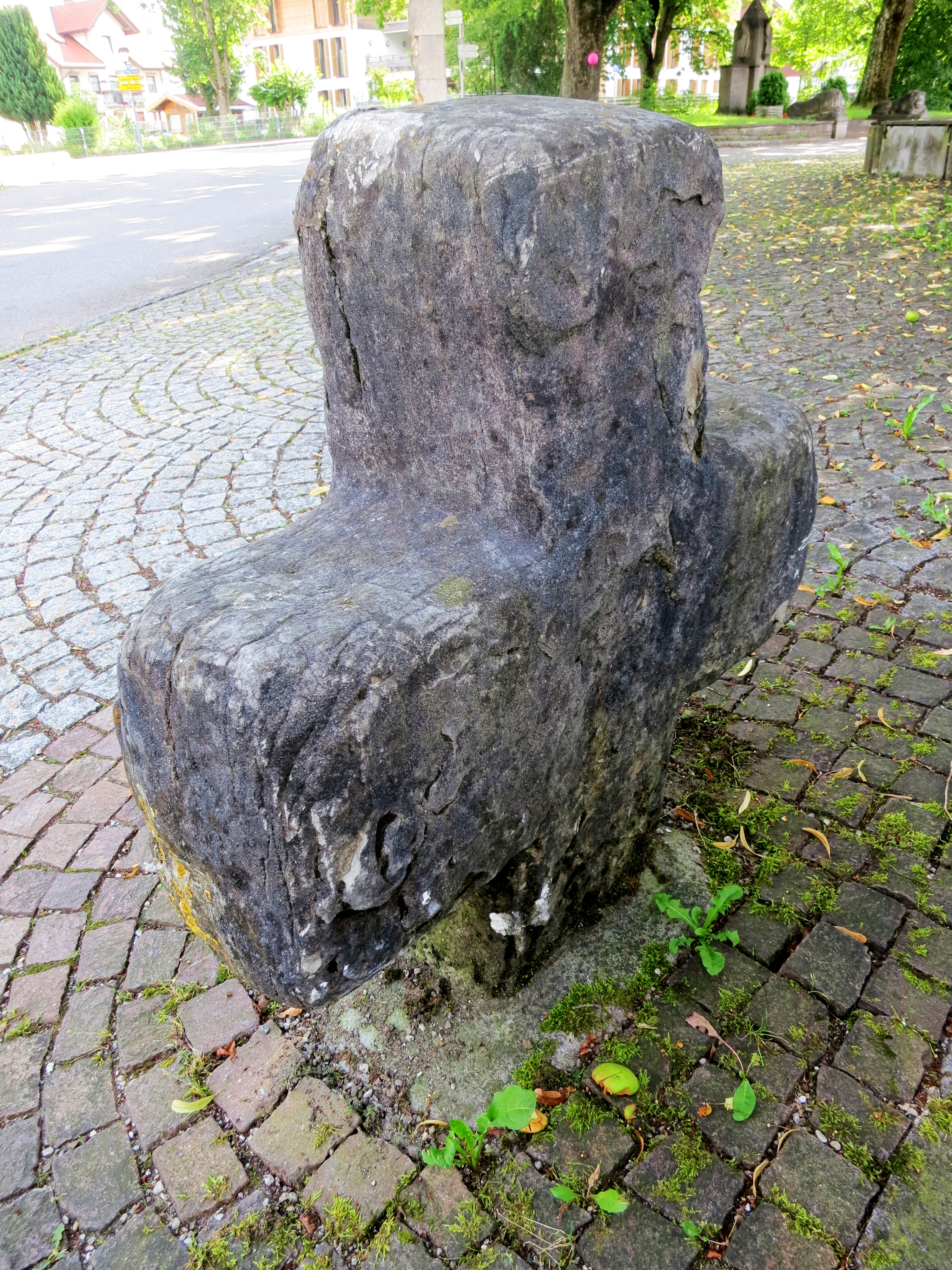
Sühnekreuz in Betzigau

Das Sühnekreuz von Betzigau ist ein Baudenkmal mit der Denkmalnummer D-7-80-114-3.

## Lage
Das Sühnekreuz befindet sich unmittelbar an der Friedhofsmauer der St.-Afra-Kirche in Betzigau im Allgäu.

## Geschichte
An Lichtmess im Jahre 1577 (2. Februar 1577) ging der Betzigauer Max Möst von Kempten nach Hause. Er hatte einiges getrunken und war wohl zu den Bürgern der Stadt herausfordernd. Ein Bürger und sein Bediensteter misshandelten den Betrunkenen so stark, dass er am folgenden Tag Zuhause starb.
Nach drei Monaten wurde der Totschlag im Wirtshaus in Betzigau verhandelt. Der Kemptener Bürger Jörg Frei wurde verurteilt. Unter anderem musste er dem Vater des Erschlagenen eine Buße von 92 Guldentalern bezahlen. Von der ersten Rate des Bußgeldes musste der Vater das Sühnekreuz errichten.